# Адміністративний устрій Вінницької області
Адміністративно Вінницька область складається з 63 громад, які в згруповані в 6 районів. Всього в області 1504 населених пунктів. Найбільші міста: Вінниця, Жмеринка, Могилів-Подільський, Хмільник, Гайсин, Ладижин, Козятин.
Адміністративний центр — місто Вінниця.
Вінницьку область було утворено 27 лютого 1932 року, коли ЦВК СРСР затвердив постанову IV позачергової сесії ВУЦВК від 9 лютого 1932 року про створення на території України п'яти областей. Її площа становить 26,5 тис. км². Чисельність населення — 1 млн. 623 тис. осіб. Щільність населення — 61,7 осіб на км².

## Історія
- 27.02.1932 — утворена Вінницька область у складі 2 міст обласного підпорядкування: 1. Вінниця, 2. Бердичів та 69 районів[2]: 1. Антонінський, 2. Бабанський, 3. Барський, 4. Бершадський, 5. Браславський, 6. Волочицький, 7. Вороновицький, 8. Гайсинський, 9. Городоцький, 10. Грицівський, 11. Деражнянський, 12. Джуринський, 13. Ім. т. Дзержинського (Романівський), 14. Дунаївецький, 15. Жмеринський, 16. Заславський, 17. Затонський (Віньківецький), 18. Іллінецький (Лінецький), 19. Калинівський, 20. Кам'янецький, 21. Козятинський, 22. Копайгородський, 23. Крижопільський, 24. Липовецький, 25. Літинський, 26. Любарський, 27. Лятичівський, 28. Ляхівецький, 29. Манастирищанський, 30. Махнівський, 31. Меджибізький, 32. Михалпільський, 33. Могилівський, 34. Муровано-Курилівецький, 35. Немирівський, 36. Ново-Ушицький, 37. Оратівський, 38. Орининський, 39. Піщанський, 40. Плисківський, 41. Погребищанський, 42. Полонський, 43. Проскурівський, 44. Славутський, 45. Смотрицький, 46. Солобківецький, 47. Станіславчицький, 48. Старо-Костянтинівський, 49. Старо-Ушицький, 50. Теофипільський, 51. Теплицький, 52. Тиврівський, 53. Томашпільський, 54. Тростянецький, 55. Тульчинський, 56. Уланівський, 57. Уманський, 58. Хмільницький, 59. Христинівський, 60. Чемерівецький, 61. Чорнівецький, 62. Чечельницький, 63. Чуднівський, 64. Шаргородський, 65. Шепетівський, 66. Юринецький, 67. Ямпільський, 68. Янушпільський, 69. Ярмолинецький.
- 15.10.1932 — Бабанський, Монастирищенський, Оратівський, Плисківський, Погребищенський, Уманський та Христинівський райони перечислені до Київської області[3]
- 7.03.1933 — Юринецький район перейменовано на Сатанівський
- I пол. 1933 — створено Ситковецький і Шпиківський райони (загалом стало 64 райони і 2 міськради)
- 31.07.1934 — 19 сільрад Староушицього району передані до Кам'янецького
- 25.12.1934 — Кам'янецький і Проскурівський райони перетворені на міськради
- 1934? — Могилівський і Шепетівський райони перетворені на міськради
- 26.02.1935 — шляхом розукрупнення утворено 14 районів: Базалійський, Берездівський, Вовковинецький, Дашівський, Красилівський, Миньковецький, Ободівський, Ольгопольський, Остропольський, Плужнянський, Старо-Синявський, Турбівський, Чорноострівський, Яришівський
- 1.04.1935 — створено 4 округи (на суміжних з Польщою і Румунією територіях): Кам'янець-Подільський (9 районів), Могилів-Подільський (6 районів), Проскурівський (9 районів), Шепетівський (10 районів)
- 27.10.1935 — Волочиський район перейменовано на Фридрихівський
- 15.12.1935 — 44 райони, 2 міськради і 4 округи (всього 74 райони і 6 міськрад)
- 1936 — Фридрихівський район перейменовано на Волочиський
- 22 вересня 1937 року:
  - 33 райони увійшли до Кам'янець-Подільської області (Віньковецький (Затонський), Вовковинецький, Деражнянський, Летичівський, Меджибізький, Остропільський, Старокостянтинівський, Старосинявський і райони Кам'янець-Подільського, Проскурівського і Шепетівського округів);
  - Бердичівська міськрада і 4 райони відійшли до Житомирської області (Дзержинський, Любарський, Чуднівський, Янушпільський);
  - Могилів-Подільський округ ліквідовано;
  - 4 райони приєднані від Київської області (Монастирищенський, Оратівський, Плисківський, Погребищенський)
- 1938? — створено Вінницький район
- 11.08.1939 — створено Самгородоцький район
- 19 червня 1945 та 7 червня 1946 була перейменована значна кількість сіл, сільрад і т. інш.[4][5][6]
- 20.03.1946 — створено Джуринський район[7]
- 1954 — Монастирищенський район відійшов до Черкаської області (на поч.-сер. 1950-х рр. всього 45 районів)
- 28.11.1957 — ліквідовано Ольгопільський, Самгородоцький, Станіславчицький райони[8]
- 04.06.1958 — скасовано Яришівський; створено Могилів-Подільський район[8]
- 21.01.1959 — ліквідовано Дашівський, Ободівський, Ситковецький райони[9]
- 10.09.1959 — скасовано Вороновицький, Джулинський, Джуринський, Копайгородський, Турбівський райони[10]
- 30.12.1962 — укрупнення районів (замість 32 створено 13)[11]: Барський, Бершадський, Гайсинський, Жмеринський, Калинівський, Козятинський, Крижопільський, Липовецький, Могилів-Подільський, Немирівський, Погребищенський, Тульчинський, Хмільницький; тобто скасовувались 19 районів[12][13]: Брацлавський, Вінницький, Іллінецький, Комсомольський, Літинський, Мурованокуриловецький, Оратівський, Піщанський, Плисківський, Теплицький, Тиврівський, Томашпільський, Тростянецький, Уланівський, Чернівецький, Чечельницький, Шаргородський, Шпиківський та Ямпільський.
- 4.01.1965 — відновлено Вінницький, Іллінецький, Тиврівський, Тростянецький, Шаргородський і Ямпільський райони[14][15]
- 8.12.1966 — відновлено Літинський, Мурованокуриловецький, Піщанський, Теплицький, Томашпільський, Чечельницький райони[16]
- 7.12.1979 — відновлено Оратівський район[17]
- 28 листопада 1990 — створено Чернівецький район[18]

## Адміністративний устрій з 2020 року
| Назва громади        | Категорія | Адмін. центр              | Район               |
| -------------------- | --------- | ------------------------- | ------------------- |
| Вінницька            | міська    | місто Вінниця             | Вінницький          |
| Жмеринська           | міська    | місто Жмеринка            | Жмеринський         |
| Могилів-Подільська   | міська    | місто Могилів-Подільський | Могилів-Подільський |
| Козятинська          | міська    | місто Козятин             | Хмільницький        |
| Ладижинська          | міська    | місто Ладижин             | Гайсинський         |
| Хмільницька          | міська    | місто Хмільник            | Хмільницький        |
| Барська              | міська    | місто Бар                 | Жмеринський         |
| Копайгородська       | селищна   | смт Копайгород            | Жмеринський         |
| Бершадська           | міська    | місто Бершадь             | Гайсинський         |
| Джулинська           | сільська  | село Джулинка             | Гайсинський         |
| Вороновицька         | селищна   | смт Вороновиця            | Вінницький          |
| Стрижавська          | селищна   | смт Стрижавка             | Вінницький          |
| Агрономічна          | сільська  | село Агрономічне          | Вінницький          |
| Лука-Мелешківська    | сільська  | село Лука-Мелешківська    | Вінницький          |
| Якушинецька          | сільська  | село Якушинці             | Вінницький          |
| Гайсинська           | міська    | місто Гайсин              | Гайсинський         |
| Краснопільська       | сільська  | село Краснопілка          | Гайсинський         |
| Кунківська           | сільська  | село Кунка                | Гайсинський         |
| Северинівська        | сільська  | село Северинівка          | Жмеринський         |
| Станіславчицька      | сільська  | село Станіславчик         | Жмеринський         |
| Іллінецька           | міська    | місто Іллінці             | Вінницький          |
| Дашівська            | селищна   | смт Дашів                 | Гайсинський         |
| Глуховецька          | селищна   | смт Глухівці              | Хмільницький        |
| Махнівська           | сільська  | село Махнівка             | Хмільницький        |
| Самгородоцька        | сільська  | село Самгородок           | Хмільницький        |
| Калинівська          | міська    | місто Калинівка           | Хмільницький        |
| Іванівська           | сільська  | село Іванів               | Хмільницький        |
| Крижопільська        | селищна   | смт Крижопіль             | Тульчинський        |
| Городківська         | сільська  | село Городківка           | Тульчинський        |
| Липовецька           | міська    | місто Липовець            | Вінницький          |
| Турбівська           | селищна   | смт Турбів                | Вінницький          |
| Літинська            | селищна   | смт Літин                 | Вінницький          |
| Вендичанська         | селищна   | смт Вендичани             | Могилів-Подільський |
| Яришівська           | сільська  | село Яришів               | Могилів-Подільський |
| Мурованокуриловецька | селищна   | смт Муровані Курилівці    | Могилів-Подільський |
| Немирівська          | міська    | місто Немирів             | Вінницький          |
| Брацлавська          | селищна   | смт Брацлав               | Тульчинський        |
| Райгородська         | сільська  | село Райгород             | Гайсинський         |
| Оратівська           | селищна   | смт Оратів                | Вінницький          |
| Піщанська            | селищна   | смт Піщанка               | Тульчинський        |
| Студенянська         | сільська  | село Студена              | Тульчинський        |
| Погребищенська       | міська    | місто Погребище           | Вінницький          |
| Теплицька            | селищна   | смт Теплик                | Гайсинський         |
| Соболівська          | сільська  | село Соболівка            | Гайсинський         |
| Вапнярська           | селищна   | смт Вапнярка              | Тульчинський        |
| Томашпільська        | селищна   | смт Томашпіль             | Тульчинський        |
| Тростянецька         | селищна   | смт Тростянець            | Гайсинський         |
| Ободівська           | сільська  | село Ободівка             | Гайсинський         |
| Тульчинська          | міська    | місто Тульчин             | Тульчинський        |
| Шпиківська           | селищна   | смт Шпиків                | Тульчинський        |
| Гніванська           | міська    | місто Гнівань             | Вінницький          |
| Сутисківська         | селищна   | смт Сутиски               | Вінницький          |
| Тиврівська           | селищна   | смт Тиврів                | Вінницький          |
| Жданівська           | сільська  | село Війтівці             | Хмільницький        |
| Уланівська           | сільська  | село Уланів               | Хмільницький        |
| Чернівецька          | селищна   | смт Чернівці              | Могилів-Подільський |
| Бабчинецька          | сільська  | село Бабчинці             | Могилів-Подільський |
| Чечельницька         | селищна   | смт Чечельник             | Гайсинський         |
| Ольгопільська        | сільська  | село Ольгопіль            | Гайсинський         |
| Шаргородська         | міська    | місто Шаргород            | Жмеринський         |
| Джуринська           | сільська  | село Джурин               | Жмеринський         |
| Мурафська            | сільська  | село Мурафа               | Жмеринський         |
| Ямпільська           | міська    | місто Ямпіль              | Могилів-Подільський |

## Адміністративний устрій до реформи 2015—2020 років

### Райони
| \| № \| Назва \| Герб \| Населення, тис. жит. \| Територія, км² \| Густота, чол./км² \| Адміністративний центр \| Карта \| \| -- \| --------------------- \| ---- \| -------------------- \| -------------- \| ----------------- \| ---------------------- \| ----- \| \| 1 \| Барський \| \| 54 \| 1 100 \| 49.4 \| Бар \| \| \| 2 \| Бершадський \| \| 61,6 \| 1 285.8 \| 48.7 \| Бершадь \| \| \| 3 \| Вінницький \| \| 77,9 \| 950 \| 80.9 \| Вінниця \| \| \| 4 \| Гайсинський \| \| 58,6 \| 1 100 \| 53.7 \| Гайсин \| \| \| 5 \| Жмеринський \| \| 35,7 \| 1 130 \| 32 \| Жмеринка \| \| \| 6 \| Іллінецький \| \| 38,2 \| 910 \| 42.6 \| Іллінці \| \| \| 7 \| Калинівський \| \| 59,5 \| 1 090 \| 54.9 \| Калинівка \| \| \| 8 \| Козятинський \| \| 41 \| 1 120 \| 37 \| Козятин \| \| \| 9 \| Крижопільський \| \| 34,9 \| 880 \| 40.2 \| Крижопіль \| \| \| 10 \| Липовецький \| \| 39,2 \| 970 \| 45.56 \| Липовець \| \| \| 11 \| Літинський \| \| 36,6 \| 960 \| 38.6 \| Літин \| \| \| 12 \| Могилів-Подільський \| \| 34,2 \| 930 \| 37.2 \| Могилів-Подільський \| \| \| 13 \| Мурованокуриловецький \| \| 26,8 \| 890 \| 30.7 \| Муровані Курилівці \| \| \| 14 \| Немирівський \| \| 51,3 \| 1 290 \| 40.3 \| Немирів \| \| \| 15 \| Оратівський \| \| 22,4 \| 870 \| 26.3 \| Оратів \| \| \| 16 \| Піщанський \| \| 21,7 \| 600 \| 36.6 \| Піщанка \| \| \| 17 \| Погребищенський \| \| 31,6 \| 1 199 \| 26,9 \| Погребище \| \| \| 18 \| Теплицький \| \| 29,8 \| 810 \| 37.5 \| Теплик \| \| \| 19 \| Тиврівський \| \| 43,5 \| 880 \| 49.8 \| Тиврів \| \| \| 20 \| Томашпільський \| \| 34,7 \| 780 \| 45 \| Томашпіль \| \| \| 21 \| Тростянецький \| \| 37 \| 860 \| 43.5 \| Тростянець \| \| \| 22 \| Тульчинський \| \| 57,3 \| 1 120 \| 51,7 \| Тульчин \| \| \| 23 \| Хмільницький \| \| 38,1 \| 1 250 \| 30.9 \| Хмільник \| \| \| 24 \| Чернівецький \| \| 22,7 \| 590 \| 39.3 \| Чернівці \| \| \| 25 \| Чечельницький \| \| 22,4 \| 760 \| 30 \| Чечельник \| \| \| 26 \| Шаргородський \| \| 58,7 \| 1 140 \| 52 \| Шаргород \| \| \| 27 \| Ямпільський \| \| 41,6 \| 790 \| 53.4 \| Ямпіль \| \| |                       |      |                      |                |                   |                        |       |
| № | Назва                 | Герб | Населення, тис. жит. | Територія, км² | Густота, чол./км² | Адміністративний центр | Карта |
| 1 | Барський              |      | 54                   | 1 100          | 49.4              | Бар                    |       |
| 2 | Бершадський           |      | 61,6                 | 1 285.8        | 48.7              | Бершадь                |       |
| 3 | Вінницький            |      | 77,9                 | 950            | 80.9              | Вінниця                |       |
| 4 | Гайсинський           |      | 58,6                 | 1 100          | 53.7              | Гайсин                 |       |
| 5 | Жмеринський           |      | 35,7                 | 1 130          | 32                | Жмеринка               |       |
| 6 | Іллінецький           |      | 38,2                 | 910            | 42.6              | Іллінці                |       |
| 7 | Калинівський          |      | 59,5                 | 1 090          | 54.9              | Калинівка              |       |
| 8 | Козятинський          |      | 41                   | 1 120          | 37                | Козятин                |       |
| 9 | Крижопільський        |      | 34,9                 | 880            | 40.2              | Крижопіль              |       |
| 10 | Липовецький           |      | 39,2                 | 970            | 45.56             | Липовець               |       |
| 11 | Літинський            |      | 36,6                 | 960            | 38.6              | Літин                  |       |
| 12 | Могилів-Подільський   |      | 34,2                 | 930            | 37.2              | Могилів-Подільський    |       |
| 13 | Мурованокуриловецький |      | 26,8                 | 890            | 30.7              | Муровані Курилівці     |       |
| 14 | Немирівський          |      | 51,3                 | 1 290          | 40.3              | Немирів                |       |
| 15 | Оратівський           |      | 22,4                 | 870            | 26.3              | Оратів                 |       |
| 16 | Піщанський            |      | 21,7                 | 600            | 36.6              | Піщанка                |       |
| 17 | Погребищенський       |      | 31,6                 | 1 199          | 26,9              | Погребище              |       |
| 18 | Теплицький            |      | 29,8                 | 810            | 37.5              | Теплик                 |       |
| 19 | Тиврівський           |      | 43,5                 | 880            | 49.8              | Тиврів                 |       |
| 20 | Томашпільський        |      | 34,7                 | 780            | 45                | Томашпіль              |       |
| 21 | Тростянецький         |      | 37                   | 860            | 43.5              | Тростянець             |       |
| 22 | Тульчинський          |      | 57,3                 | 1 120          | 51,7              | Тульчин                |       |
| 23 | Хмільницький          |      | 38,1                 | 1 250          | 30.9              | Хмільник               |       |
| 24 | Чернівецький          |      | 22,7                 | 590            | 39.3              | Чернівці               |       |
| 25 | Чечельницький         |      | 22,4                 | 760            | 30                | Чечельник              |       |
| 26 | Шаргородський         |      | 58,7                 | 1 140          | 52                | Шаргород               |       |
| 27 | Ямпільський           |      | 41,6                 | 790            | 53.4              | Ямпіль                 |       |

### Міста обласного значення
| \| № \| Назва \| Герб \| Населення \| Площа, км² \| Мапа \| Склад \| \| - \| ------------------- \| ---- \| --------- \| ---------- \| ---- \| ----------------- \| \| 1 \| Вінниця \| \| 371 748 \| 79,94 \| \| \| \| 2 \| Жмеринка \| \| 35 419 \| 18,26 \| \| \| \| 3 \| Козятин \| \| 24 261 \| 12,5 \| \| 1 смт \| \| 4 \| Ладижин \| \| 22 967 \| 9 \| \| 1 село і 2 селища \| \| 5 \| Могилів-Подільський \| \| 32 099 \| 21,63 \| \| 2 селища \| \| 6 \| Хмільник \| \| 28 226 \| 20,5 \| \| \| |                     |      |           |            |      |                   |
| № | Назва               | Герб | Населення | Площа, км² | Мапа | Склад             |
| 1 | Вінниця             |      | 371 748   | 79,94      |      |                   |
| 2 | Жмеринка            |      | 35 419    | 18,26      |      |                   |
| 3 | Козятин             |      | 24 261    | 12,5       |      | 1 смт             |
| 4 | Ладижин             |      | 22 967    | 9          |      | 1 село і 2 селища |
| 5 | Могилів-Подільський |      | 32 099    | 21,63      |      | 2 селища          |
| 6 | Хмільник            |      | 28 226    | 20,5       |      |                   |